# Fondation Al-Fatiha
La fondation Al-Fatiha (Nom original : Al-Fatiha Foundation) est une organisation homosexuelle musulmane américaine militant pour la défense des gays, lesbiennes, bisexuels et transgenres de confession musulmane. Elle a été fondée en 1998 par Faisal Alam, un américain d'origine pakistanaise, et est enregistrée en tant qu'association à but non lucratif aux États-Unis.
Diverses organisations et personnalités islamiques se sont positionnées contre cette organisation. Al-Muhajiroun (en), une organisation internationale islamique radicale, et cheikh Omar Bakri Muhammad ont à plusieurs reprises vilipendé cette organisation et leurs membres, lançant une fatwa déclarant que tous les membres d'Al-Fatiha étaient des infidèles et qu'un tel groupe n'est pas toléré dans l'Islam.
Al-Fatiha possède sept branches aux États-Unis, et des déclinaisons dans d'autres pays, comme le Royaume-Uni, le Canada ou encore l'Afrique du Sud.
Après le départ de son président Faisal Alam, les présidents suivants ne réussissent pas à maintenir l'association, qui entame une procédure de dissolution légale en 2011.